# 1290
Năm 1290 là một năm trong lịch Julius.

## Sự kiện
- 1 tháng 3 - Trường Đại học Coimbra được thành lập tại Lisbon, Bồ Đào Nha theo dụ của vua Denis của Bồ Đào Nha, trường đã được di chuyển đến Coimbra trong năm 1308.

## Mất
- Trần Thánh Tông vị vua thứ 2 của Nhà Trần